# 료호지

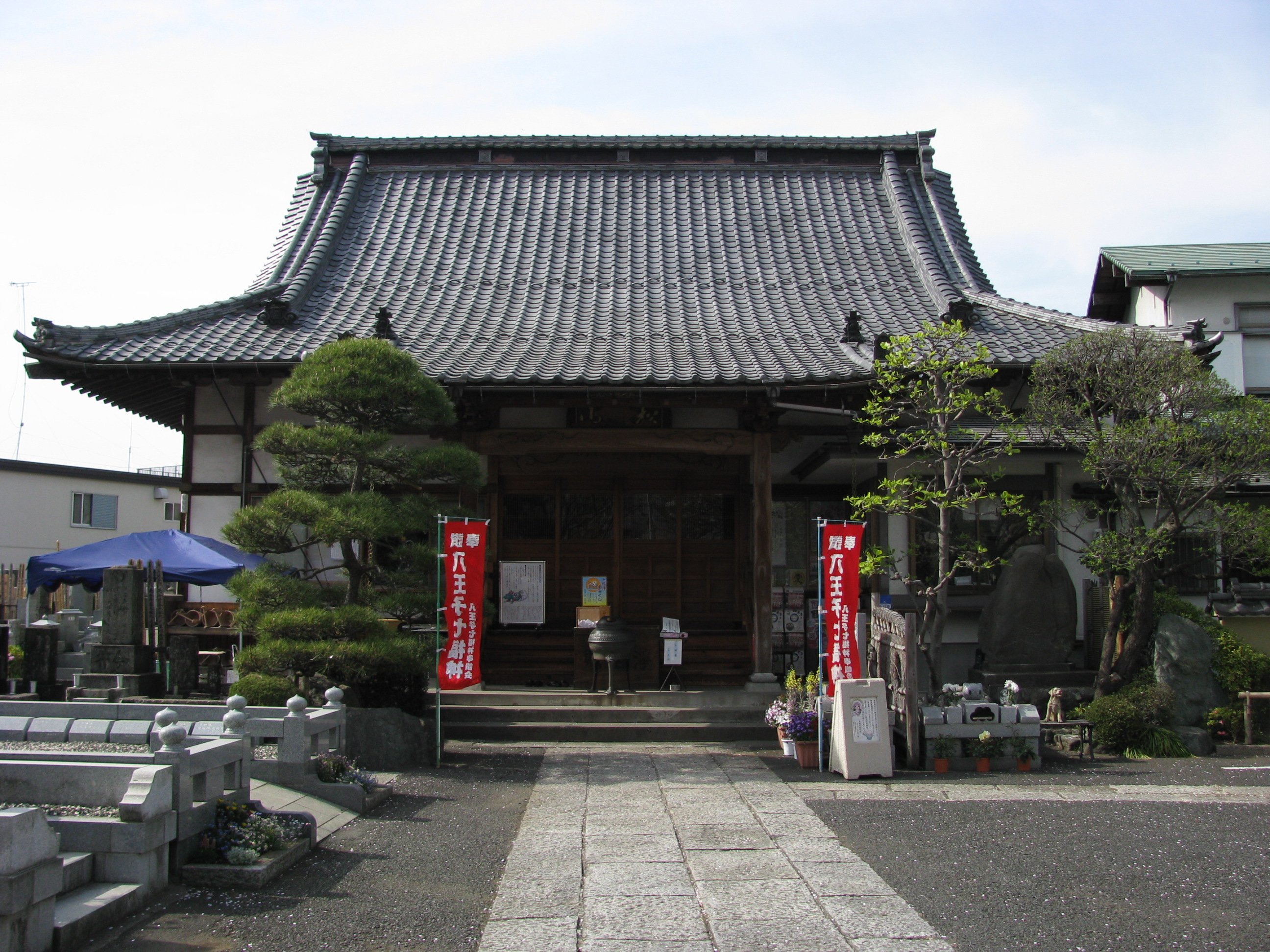
료호지

료호지(일본어: 了法寺)는 일본 도쿄도 하치오지시 히요시 정에 소재한 사원이다. 종파는 니치렌슈이다. 쇼에잔(일본어: 松栄山)에 있어서 쇼에잔 료호지(일본어: 松栄山·了法寺)가 정식 명칭이다. 칠복신 중 하나인 벤자이텐이 모셔져 있다. 또한, 입구에 미소녀 일러스트 간판이 설치되어 있어 모에절(일본어: 萌え寺 모에지[*])로도 잘 알려져 있다.